# Joe Rokocoko
Josevata Taliga Rokocoko, detto Joe (pr. rokoˈðoko; Nadi, 6 giugno 1983), è un ex rugbista a 15 neozelandese di origine figiana, che giocava nel ruolo di tre quarti ala. Nella sua carriera ha vestito 68 volte la maglia degli All Blacks.

## Biografia
Nato a Nadi, nelle Figi, Rokocoko crebbe ad Auckland, in Nuova Zelanda, fin dall'età di cinque anni; studente alla James Cook High School, vinse una borsa di studio al Saint Kentingern College di Manukau per le sue abilità rugbistiche.
Inizialmente selezionato per la Nuova Zelanda Under-16, militò anche nell'Under-19 e anche nella nazionale a sette prima di venire chiamato dal C.T. John Mitchell in prima squadra: all'epoca, era il 2003, Rokocoko aveva una stagione di Super 12 alle spalle, ma conclusasi con la vittoria del titolo nelle file dei Blues, la franchise di Auckland.
Il debutto internazionale fu una sconfitta interna contro l'Inghilterra per 13-15 a Wellington e, nelle successive gare prima della Coppa del Mondo di rugby 2003, Rokocoko mise a segno 11 mete in sei gare contro avversari come Galles, Australia e Sudafrica, anche se nella successiva rassegna mondiale gli All Blacks si classificarono solo terzi dopo la sconfitta in semifinale proprio contro l'Australia.
Nel 2005 fece parte della squadra che realizzò il suo primo Grande Slam nelle Isole britanniche dal 1978, e fu convocato nella successiva Coppa del Mondo di rugby 2007 in Francia, dove tuttavia la Nuova Zelanda uscì ai quarti di finale per mano della formazione di casa; l'anno successivo ripeté lo Slam vincendo tutti i quattro incontri con Inghilterra, Scozia, Irlanda e Galles, e analoga performance ottenne due anni più tardi nel corso del tour neozelandese del 2010; quest'ultimo fu la più recente apparizione internazionale di Rokocoko, che a tutt'oggi vanta 46 mete in Nazionale, che ne fanno, al pari di Chris Cullen, il miglior marcatore per gli All Blacks dopo Doug Howlett (49).
Nonostante il suo prolungamento di contratto con la Federazione neozelandese al fine di poter essere disponibile per la Coppa del Mondo di rugby 2011, il C.T. Henry già da maggio fece capire che il giocatore non rientrava nei suoi piani, e poche settimane più tardi Rokocoko siglò un accordo biennale con la squadra francese del Bayonne, con opzione per un terzo, a partire dalla fine della competizione mondiale.
Rokocoko vanta, inoltre, diversi inviti nei Barbarians, il primo dei quali nel 2007 per un incontro con un XV del Sudafrica neocampione del mondo.

## Palmarès
- Super Rugby: 1
Blues: 2003
- Campionati francesi: 1
Racing 92: 2015-16
- National Provincial Championship: 2
Auckland: 2005, 2007